# Fritz C. Neumann
Fritz Carl Georg Neumann (geboren 14. Februar 1897 in Hamburg; gestorben 14. April 1976 in Libertyville (Illinois)) war ein deutscher Reformpädagoge, Lehrer an der Lichtwarkschule und Emigrant aus Nazi-Deutschland. Nach mehreren Stationen in westeuropäischen Ländern konnte er 1937 in die USA einwandern und 1944 die US-amerikanische Staatsbürgerschaft erwerben. Eine seiner Töchter war die Dichterin und Übersetzerin Lisel Mueller.

## Elternhaus und Schule
Fritz C. Neumann entstammte einer mittelständischen Hamburger Familie. Der Vater führte ein Damenbekleidungsgeschäft, die Mutter war nach der Geburt von Fritz nicht mehr berufstätig.
Neumann beschreibt sein Elternhaus als konservativ; seine Eltern, und auch sein älterer Bruder Hans (* 1891 – gefallen im März 1918 bei Cambrai), verstanden sich als national-liberal im Geiste Bismarcks und des Preussentums. Dazu gehörte die Ignoranz gegenüber der Arbeiterklasse, deren Angehörige er selber erst während des Ersten Weltkriegs kennenlernte. Zudem war die Familie protestantisch, aber nur der sozialen Achtung wegen, und nicht aus religiöser Überzeugung. „Wir haben nie, fast nie, die Kirche besucht. Mein Vater nannte sich selbst einen Freidenker; er verehrte die Natur als Ausdruck der Göttlichkeit und pflegte zu sagen, dass eine Sonntagmorgenwanderung im Wald ein viel besserer Gottesdienst sei, als ihn ein Pastor jemals leisten könne. […] Meine beiden Eltern bestanden mit Nachdruck darauf, dass kein Pastor bei ihrer Beerdigung anwesend sein sollte, und es war kein Pastor anwesend.“
Neumanns Vater war sehr bildungsbewusst und strebte für seine Kinder eine akademische Ausbildung als Mittel zum sozialen Aufstieg an. Sohn Hans besuchte ein humanistisches Gymnasium, das Johanneum. Wegen der von ihm dort erlebten Schwierigkeiten wurde Fritz auf ein Realgymnasium geschickt, wo er Zugang zu den modernen Fremdsprachen fand, aber auch zur zeitgenössischen Literatur. Aber angesichts der sehr deutsch-national ausgerichteten Unterrichtsinhalte, deren Widersprüchlichkeiten ihm schon früh auffielen, und aufgrund seines Enthusiasmus für die Deutsch-Französischen Beziehungen (Memoirs, S. 18), entwickelte er früh eine eigene pazifistische Position. (Memoirs, S. 16) Er hatte einen Freundeskreis, der die herrschenden Vorstellungen über Religion und Politik ablehnte und in dem man sich für die „schönen Dinge des Lebens“ interessierte. „Dies unterscheidet uns von der Mehrheit unserer Kameraden, für die die Uniform eines Offiziers oder Reserveoffiziers ein sehr hohes Lebensziel war.“
Trotz ihrer nur losen Bindung an die Kirche bestanden die Eltern 1912 darauf, dass Fritz sich aus gesellschaftlichen Gründen konfirmieren lassen müsse. Er nahm am Vorbereitungsunterricht teil, kam dann aber zufällig in Berührung mit Ernst Haeckels Buch Die Welträtsel und distanzierte sich unter dessen Einfluss von der christlichen Religion. (Memoirs, S. 21–22) Als er seinen Eltern mitteilte, sich nunmehr nicht mehr konfirmieren lassen zu wollen, kam es darüber zu einem schweren Konflikt mit ihnen, da diese aus gesellschaftlichen Gründen, nicht aus religiösen, weiterhin auf der Konfirmation bestanden. Fritz beugte sich schließlich dem elterlichen Diktat, aber: „Ich habe nicht nur den Respekt vor meinen Eltern verloren, sondern auch den Respekt vor mir selbst. Es war die schwerste Krise meines jungen Lebens und als ich später - in den zwanziger Jahren - zu einem völligen Radikalen wurde und für die Zerstörung der gesamten bürgerlichen Welt arbeitete, liegt hier, glaube ich, der eigentliche Ursprung dieser Entwicklung.“
Rettung versprach ihm in dieser Situation die Lektüre von Henrik Ibsen. Dessen Kampf gegen die Feigheit und Überheblichkeit der Mittelklasse gab Neumann die Selbstachtung zurück, die er im Kampf um die Teilnahme am Religionsunterricht verloren zu haben glaubte, und Ibsen blieb für ihn „ein Leitstern für den Rest meines Lebens“. (Memoirs, S. 24) Später kam die Begeisterung für Gerhart Hauptmann hinzu, in dem er, zusammen mit Bernhard Shaw, „den Erben von Ibsens Mantel“ erblickte. (Memoirs, S. 36) Neumann bezeichnet sich als einen lebenslangen „Ibsenianer“, der dessen Werk immer und immer wieder las. „Ibsen als Prophet gab mir moralische Unterstützung und unterstützte mich während der harten und dunklen Jahre der Hitlerherrschaft.“
Parallel zur Literatur entwickelte sich Neumanns Zugang zur Philosophie. Über Schopenhauer und Nietzsche fand er zunächst den Weg zu Kant. Später beeindruckten ihn vor allem Georg Simmel, Rudolf Eucken und insbesondere Henri Bergson. (Memoirs, S. 26–27) Lediglich aus kritischer Distanz beschäftigte er sich mit der Jugendbewegung in der Zeit vor dem Ersten Weltkrieg und der gesamten Lebensreformbewegung. Er fand Gustav Wynekens Schriften „interessant und intelligent“, fühlte sich aber nicht angezogen von dem „mannmaennlichen Eros“ und der Wanderromantik der Jugendbewegung. „Für die Menschen, die ausschließlich Wanderer und Heimatstreue sind, habe ich mich nie im Geringsten interessiert; wir nannten sie ‚blonde Trippeltroepfe‘. Ich war und blieb immer ein Produkt der Großstadt.“
Den Vorabend des Ersten Weltkriegs verbrachte Fritz Neumann mit Freunden auf einer Sommertour nach Dänemark. Die Reise brachen sie ab, als die Konsulate im Juli die Urlauber aus ihren jeweiligen Ländern zur Rückkehr aufforderten. Er fühlte sich abgestoßen von dem überbordenden Nationalismus, der ihn in Hamburg empfing, und als die SPD den Kriegskrediten zustimmte, erloschen für ihn „die Lichter der Vernunft und der Hoffnung“. (Memoirs, S. 41)

## Erster Weltkrieg und Studium
Weil er sich wie viele andere als Freiwilliger gemeldet hatte, durfte Neumann im Spätsommer 1914 auf der Oberrealschule auf der Uhlenhorst das Notabitur ablegen. Die Meldung als Freiwilliger entsprach nicht einer Zustimmung zur allgemeinen Kriegsbegeisterung: „Mein eigenes Gefühl über die allgemeine Situation im August 1914 drückt sich am besten in einem Satz aus, den ich in mein Tagebuch geschrieben habe, das ich heute noch habe: ›Die einzige Lösung für dieses ganze Durcheinander (Europas) wäre eine Revolution in Deutschland, aber das kommt leider nicht in Frage.‹“
Doch das größte Ereignis war für ihn zunächst nicht der Ausbruch der Erste Weltkrieg, sondern die Bekanntschaft mit Ilse Burmester (* 22. Oktober 1899 in Hamburg – † Juni 1953 in Evanston (Illinois)). Sie war die Schwester eines Klassenkameraden, die er um Weihnachten 1914 kennenlernte, und diese Bekanntschaft führte später zu einer jahrzehntelangen Ehe. Er und Ilse, deren Eltern ein Import-Export-Geschäft betrieben, beschlossen Ostern 1916 ein Paar zu werden; die offizielle Verlobung folgte 1920, die Eheschließung am 22. März 1923. (Memoirs, S. 46)
Neumann war wegen seiner schlechten Augen vorerst vom Kriegsdienst zurückgestellt worden und konnte an Ostern 1915 an der Christian-Albrechts-Universität zu Kiel sein Studium für das Lehramt an Gymnasien in den Fächern Germanistik, Französisch und Philosophie aufnehmen. Er fühlte sich in Kiel aber isoliert und wenig inspiriert vom dortigen Lehrkörper. Sein Interesse galt Friedrich Gundolf und Karl Vossler, doch deren Lehren wurden von Neumanns Kieler Professoren strikt abgelehnt. (Memoirs, S. 55) Auch das studentische Leben reizte ihn nicht, den Versuchen von Studentenverbindungen, ihn für sich zu gewinnen, verweigerte er sich. „Diese Bruderschaften schienen mir immer die Inkarnation von allem, was an der deutschen Mittelschicht der Kaiserzeit ekelhaft und unwürdig war.“
Hauptsächlich wegen seiner Begeisterung für die Philosophie Rudolf Euckens wechselte Neumann im Sommer 1916 an die Universität Jena. Zu ihm entwickelte er auch eine enge persönliche Beziehung, doch darüber hinaus empfand er Jena akademisch wenig anziehend. Er lernte jedoch einen Kommilitonen kennen, mit dem ihn eine lebenslange Freundschaft verband: Oskar Jancke, den Mitbegründer und ersten Sekretär der Deutschen Akademie für Sprache und Dichtung. Mit ihm zusammen lernte er auch Schwedisch, und beide studierten nach dem Ersten Weltkrieg auch wieder zusammen in Hamburg.
Nach mehreren Zurückstellungen erfolgte 1916 die Einberufung. Neumann wurde zur Ausbildung nach Stralsund geschickt. „Diese Tage in Stralsund haben in meinem Gedächtnis einen sehr schlechten und bitteren Geschmack hinterlassen, […] was eigentlich nur von den schwarzen Seiten des deutsch-preußischen Militarismus herrührte. Niemand wird mich jemals davon überzeugen, dass es nicht der preußische Militarismus war, der die Deutschen auf die Schande und die Demütigungen des Dritten Reiches vorbereitet hat!“
Auf Stralsund folgte ein weiteres Ausbildungslager in der Nähe von Warschau, wo er auch das Ghetto kennen lernte und über die dort herrschende Armut entsetzt war. In Warschau wurde er aber auch erneut medizinisch untersucht und als nicht fronttauglich befunden. Nach Weihnachten durfte er nach Deutschland zurückkehren, musste aber die Zeit bis dahin als Offiziersbursche und Putzkraft in einem Krankenhaus verbringen. 1955 sah er in Dänemark den Film 08–15 und erkannte darin all das Eklige wieder, was er selber damals erleben musste. Aber im Nachhinein bedauerte Neumann diese schrecklichen Erfahrungen auch nicht. „Jeder, der in die Reihen der Mittelschicht hineingeboren wird, sollte mindestens einmal im Leben das ständige Leben der Demütigung des Proletariats erleben; es wird ihm gut tun und seine Vorurteile beseitigen. Was mich betrifft, so hat diese Erfahrung zweifellos den Weg für meine Bekehrung zum marxistischen Sozialismus ein oder zwei Jahre später vorbereitet.“
Am 1. Januar 1917 traf Neumann erneut in Stralsund ein. Er wurde erneut medizinisch überprüft und diesmal als „garnisonsverwendungsfähig im Felde“ eingestuft. Er kam an die Front, musste aber nicht in die Schützengräben, sondern wurde zum Büro- oder Reinigungsdienst eingesetzt. „Es war eine sehr demütigende und unangenehme Situation“ („It was a most humiliating and akward situation.“, Memoirs, S. 69), aus der er erst durch seinen Bruder befreit wurde. Dieser, inzwischen zum Leutnant befördert, konnte ihn in sein Regiment abkommandieren lassen, wo er allerdings als regulärer Soldat dienen musste.
Vom Juli 1917 bis zum Juli 1918 war Fritz Neumann im Fronteinsatz in Belgien und Frankreich und verbrachte Weihnachten 1917 im Schützengraben. Trotzdem fand er noch Zeit und Gelegenheit, an seiner Dissertation zu arbeiten. (Memoirs, S. 75) Im Februar 1918 kam er wegen einer im Schützengraben erworbenen Hautkrankheit erstmals in ein Lazarett in Brüssel. Hier fand seine letzte Begegnung mit seinem Bruder Hans statt, der nach dem 21. März bei einem Erkundungsgang ums Leben kam und in Cambrai begraben wurde. Fritz Neumann wurde es nach seiner Entlassung aus dem Lazarett erlaubt, den Leichnam des Bruders ausgraben zu lassen und ihn nach Hamburg zu bringen, wo er im Familiengrab beigesetzt wurde.
Im Juli 1918 wurde Fritz Neumann zu einem Offizierslehrgang in Jüterbog bei Berlin abkommandiert. Danach musste er wegen seiner Hautkrankheit abermals ein Lazarett aufsuchen, diesmal in Hamburg. „Hier erlebte ich die Revolution vom November 1918 und nahm - in sehr bescheidenem Maße - daran teil.“ Er wurde in den Soldatenrat des Krankenhauses gewählt, was für ihn mehr Lernfeld bedeutete denn Plattform für politischen Aktionismus.

„Die einzige Maßnahme, an die ich mich erinnern, war die Abschaffung der Vorzugsbehandlung für Offiziere bei der medizinischen Behandlung, beim Bad und bei der Verpflegung. Jetzt mussten auch die geknickten ehemaligen Herren der Schöpfung in der Schlange stehen und wie alle anderen darauf warten, bis sie an der Reihe waren. Das hat mich sehr gefreut. […] Das wichtigste Resultat meiner Teilnahme am Krankenhaus-Sowjet und an der ‚Bewegung‘ im Allgemeinen war, dass ich meinen Gefährten aus der Arbeiterklasse großen Respekt erweisen konnte. Hier traf ich die Elite des deutschen Proletariats, die die Schule der Gewerkschaften und der sozialistischen Parteien durchlaufen hatte. Sie waren viel besser ausgebildet und informiert über soziale, wirtschaftliche und politische Fragen als wir Jugendlichen aus der Mittelschicht, die wir uns so viel - und zu Unrecht - unserer ‚höheren Bildung‘ gerühmt hatten.“

Im Januar 1919 wurde Fritz C. Neumann offiziell aus dem Militärdienst entlassen, und noch im gleichen Monat nahm er an der neugegründeten Universität Hamburg sein Studium wieder auf. Parallel dazu verfasste er erste journalistische Arbeiten für eine Hamburger Tageszeitung. In seinen Artikeln versuchte er, die Hamburger Mittelklasse von der Notwendigkeit der Verstaatlichung der Schlüsselindustrie zu überzeugen, wenn ein Bürgerkrieg vermieden werden solle, und zum ersten Mal beteiligte er sich „als ein Bürger der neuen Republik“ an Wahlen. (Memoirs, S. 88) Neumann wählte die SPD.
Für seine Hamburger Studienjahre zählt Neumann eine Reihe von Hochschullehrern auf, die für ihn bedeutsam waren und denen er zum Teil auch freundschaftlich verbunden war. Dazu zählten vor allem Ernst Cassirer und der Anglist Emil Wolff, Max Lenz sowie sein späterer Doktorvater Robert Petsch. Er befreundete sich mit dem Liberalen Heinrich Meyer-Benfey und wurde unter dem Einfluss von Walter A. Berendsohn für einige Jahre Mitglied einer Freimaurerloge. (Memoirs, S. 91–98) Albert Malte Wagner verhalf ihm zu einem Job als Teilzeit-Journalist beim Hamburger Fremdenblatt, wo er Vortrags- und Buchkritiken und gelegentlich auch Theaterkritiken veröffentlichte. Zu seinen Artikeln hier zählte auch ein scharfer Verriss eines Vortrags von William Stern vor der Hamburger Kant-Gesellschaft, in dem er dem von Stern vertretenen Personalismus attestierte, „keine Philosophie, sondern ein Philosophiechen“ zu sein. (Memoirs, S. 104) Neumann war sich lange Zeit nicht sicher (glaubte es aber später nicht mehr), dass es wegen dieses Artikels zu kurzzeitigen Unstimmigkeiten mit Cassirer bei seinem Lehrerexamen gekommen sei. Letztlich wurde er im Frühjahr 1921 mit „summa cum laude“ promoviert und bestand danach auch noch das Erste Staatsexamen für das Lehramt an Gymnasien in den Fächern Deutsch, Französisch und Geschichte.
Im Dezember 1921 wurde Neumann als Studienreferendar an einer Realschule in Hamburg-Rothenburgsort eingestellt. Ein Jahr später, im Herbst 1922, ließ er sich auf eigenen Wunsch an die Lichtwarkschule versetzen. Hier legte er im Frühjahr 1923 die 2, Staatsprüfung ab und blieb für die nächsten Jahre Lehrer an dieser Schule.
Am 22. März 1923 heirateten Fritz C. Neumann und die Lehrerin Ilse Burmester. „Unsere Ehe war, trotz der Höhen und Tiefen jeder Ehe, das größte und gesegnetste Ereignis meines Lebens. Sie dauerte dreißig Jahre.“ Aus der Ehe gingen zwei Töchter hervor: Lisel, geboren am 8. Februar 1924, und Inge (Ingeborg), geboren am 12. Juni 1927. Lisel charakterisierte ihre Eltern später als Menschen, die sich ganz und gar gleichberechtigt („gender-blind“) begegnet seien, und „ihre Mutter als ‚weiblich in dem Sinne, dass sie warmherzig, kontaktfreudig und impulsiv war, aber die ‹weiblichen Eigenschaften›, wie die Beherrschung von und der Respekt vor Männern waren ihr völlig fremd‘.“ In ihrem 1992 entstandenen Gedicht Curriculum Vitae erinnert sie sich an ihr Zuhause: „Zu Hause verbanden die Bücherregale Himmel und Erde.“

## Reformpädagoge und Kommunist
Nach der Eheschließung hatte sich Neumann für eine Stelle im Königreich Jugoslawien beworben. (Memoirs, S. 61) Er und seine Frau hielten das für eine romantische Idee, doch aus der Sache wurde nichts, und Neumann blieb der Lichtwarkschule erhalten. Er bescheinigt sich aber selber, Lehrer zunächst nicht aus besonderer Neigung für diesen Beruf geworden zu sein, sondern weil er damit die Hoffnung verband, in ihm genügend Zeit für die Fortsetzung seiner wissenschaftlichen Interessen zu finden. Seine eigentliche Berufung sah er in einer akademischen Karriere. Doch dazu gesellten sich bald weitere Motive: Als Pazifist wollte er mithelfen, eine Generation heranzubilden, die den deutschen Militarismus ablehnte, und unter dem Einfluss der Schriften von Wilhelm Lamszus fand er dann Zugang zur Reformpädagogik. (Memoirs, S. 108)
Schon während seiner Referendarzeit versuchte Neumann gemeinsam mit zwei weiteren Referendaren das von ihnen als erstarrt empfundene Konzept der Lichtwarkschule zu revitalisieren, um auf diese Weise, ab Frühjahr 1924, ein neues Leitbild für die Schule zu entwickeln. Das fand so lange die Zustimmung des Kollegiums, bis sie anfingen, immer mehr sozialistisches Gedankengut in die Leitlinien einzubringen. Heinrich Landahl wurde zum Gegenspieler von Neumann und seinen Freunden. Das sozialistische Experiment wurde beendet, die Verabschiedung eines verbindlichen Leitbildes für die Schule unterblieb, aber es gab dennoch curriculare Weiterentwicklungen, die er begrüßte: das Fach Kulturkunde als Kombination von Geschichte, Deutsch, Geographie und Philosophie wurde eingeführt; als Ergänzung der Kulturkunde fanden fortan jährlichen Studienreisen statt; Englisch wurde als erste Fremdsprache etabliert; tägliche Turnstunden waren obligatorisch; Koedukation wurde Zug um Zug verwirklicht; für die Oberstufe wurde der erste Band des Kapitals Teil des Curriculums. (Memoirs, S. 114 ff.) Eine weitere Neuerung an der Schule war die Einführung von Arbeiterkursen, ein Zweiter Bildungsweg, der jungen Arbeitern den Hochschulzugang ermöglichen sollte. (Memoirs, S. 116)
Parallel zum pädagogischen Engagement fand ab 1923 Neumanns Annäherung an die Kommunisten statt. Als Grund hierfür benennt er seine Unzufriedenheit mit der Politik der SPD in den frühen 1920er Jahren. Die Kommunisten schienen ihm in dieser Situation die einzigen Verteidiger der Demokratie in Deutschland und die wahrhaften Kämpfer gegen die Reaktion und den Faschismus zu sein. „Ich wurde für etwa ein Jahrzehnt zu einem ‚Sympathisanten‘. […] Vorbereitet durch den Trend der politischen Ereignisse war ich offen für den Einfluss des Marxismus. Er traf mich mit voller Wucht.“ Er wurde kein Mitglied der KPD, er arbeitete aber in zwei Sympathisantenorganisationen mit: Neumann wurde Hamburger Vorsitzender der Liga gegen Imperialismus und für nationale Unabhaengigkeit und 1932 Vorsitzender der Marxistischen Arbeiterschule (MASCH).
Neumanns politisches Engagement blieb nicht unbemerkt. Ende 1930 wurde er an die Oberrealschule am Kaiser Friedrich Ufer versetzt – um die Lichtwarkschule von kommunistischen Elementen zu reinigen, wie er vermutete. (Memoirs, S. 131) Diese Versetzung ging zeitlich einher mit einer Verfügung des Senats: Allen Bediensteten wurde verboten, sich bei der NSDAP oder der KPD zu betätigen. Mit Rücksicht auf seine Familie enthielt sich Neumann in der Folgezeit jeglicher politischen Aktivitäten und organisierte nur noch einige private Diskussionsrunden in seiner Wohnung. (Memoirs, S. 128–129) Er gab diese Zurückhaltung aber wieder auf, nachdem der Senat 1932 die Zugehörigkeit zur NSDAP und zur KPD aus seiner Verfügung herausgenommen hatte und stattdessen jede Aktivität, die auf die Zerstörung der verfassungsmäßigen Ordnung abzielte, verbot. Neumann, kein KPD-Mitglied, betrachtete dies Ende 1932 als Freibrief, jetzt für die MASCH arbeiten zu können, da diese seiner Ansicht nach keine umstürzlerischen Ziele verfolgte und deshalb nicht verfassungsfeindlich sein konnte. (Memoirs, S. 128) Ein Kurs, den er für die MASCH hielt, zwar unter Pseudonym, wurde ihm Anfang Dezember 1932 zum Verhängnis. In einer Unterrichtspause offenbarte sich ihm ein Teilnehmer des Kurses als Polizist. Der verhaftete ihn und zwang ihn zur Preisgabe seiner wahren Identität. Der Polizist begleitete ihn nach Hause, inspizierte seinen Bücherschrank und setzte dann die Verhaftung vorläufig aus.
Am nächsten Morgen, während Neumann in der Schule war, fand eine Durchsuchung der Wohnung statt. Am darauffolgenden Tag wurde ein Disziplinarverfahren gegen ihn eröffnet, und einige Tage später teilte ihm der Generalstaatsanwalt mit, dass er wegen Hochverrats angeklagt werde. „Das waren beängstigende Wochen. Es ist ziemlich ruhmreich und erfreulich, Märtyrer für deine Sache zu werden, aber wenn es um den Lebensunterhalt einer Frau und zweier kleiner Kinder geht, wird es das viel weniger.“ Was das für das Familienleben bedeutet haben muss, hat Lisel Mueller später in ihrem Gedicht festgehalten.

„8) Mein Vater war damit beschäftigt, sich den Monstern zu entziehen. Meine Mutter
sagte mir, dass die Wände Ohren haben. Ich lernte die Last der Geheimnisse kennen.“

Neumann hatte Glück im Unglück: Da mit dem Antritt des Kabinetts Schleicher am 3. Dezember 1932 eine Amnestie für politisch motivierte Straftaten einherging, wurde auch die Anklage gegen Neumann fallengelassen. Das Disziplinarverfahren lief aber weiter. Ihm wurde ein Monatsgehalt gestrichen, was aber nichts ausmachte, da ein Gönner ihm den Ausfall ersetzte. „Dies war jedoch das Ende meiner politischen Aktivitäten in Deutschland.“
Auf das Kabinett Schleicher folgte Reichskanzler Adolf Hitler, und am 7. April 1933 wurde das Gesetz zur Wiederherstellung des Berufsbeamtentums erlassen. In dessen Folge wurde Fritz C. Neumann ohne Anrecht auf weitere Bezüge aus dem Staatsdienst entlassen.

## Emigration
Die ersten Bedrohungen nach der Machtübernahme durch die Nazis kündigten sich für Fritz C. Neumann Mitte Februar 1933 an. Er liest am 14. Februar mit seiner Mädchenklasse Stefan Zweigs Novelle Brennendes Geheimnis und wird dafür wenige Tage später zu einer Anhörung durch einen Beamten der Schulaufsicht bestellt. Der gegen ihn erhobene Vorwurf lautet, er habe mit diesem Stoff sexuelle Aufklärung betrieben. Der Beamte legte ihm nahe, im kommenden Schuljahr keinen Geschichtsunterricht zu erteilen, ergriff aber keine weitergehenden Maßnahmen. (memoirs, S. 177) Diese folgten nach Ostern 1933. Nach der Rückkehr aus den Osterferien wurde er zunächst aus politischen Gründen vom Dienst suspendiert und im Mai entlassen. Die Bezüge wurden ihm gestrichen.
Fritz C. Neumann emigrierte umgehend, während seine Familie in Deutschland zurückblieb.

„Nun begannen für uns sechs sehr schwierige Jahre. Es hat bis 1938 gedauert, bis ich Assistenzprofessor am Evansville College wurde, dass ich mich um meine Familie kümmern konnte und bis zum Sommer 1939, dass wir alle wieder in einem anständigen Familienleben in Amerika vereint waren.“

### Frankreich
Erste Station des Exils war Frankreich. Das war kein Zufall, denn Neumann hat mehrfach seine frühe Begeisterung für die französische Sprache und die französische Literatur erwähnt sowie seine schon in der Schulzeit erwachsene Begeisterung für die deutsch-französische Versöhnung. (Memoirs, S. 133 ff.) Außerdem hielt er sich im Sommer 1926 mit einem Stipendium der Hamburger Schulbehörde in Frankreich auf und freundete sich dabei mit zahlreichen Menschen an. (Memoirs, S. 164) Besonders erwähnt er den Germanisten Maurice Boucher (1885–1977) sowie Jean Baby und Thérèse Laberty, eine Kommunistin aus Toulouse. Beide hat er nach diesem Sommercamp zusammen mit seiner Frau mehrfach besucht, und es kam auch zu Gegenbesuchen in Hamburg. (Memoirs, S. 138)
Neumanns erste Station in Frankreich war dann auch bei Jean Baby, der mit seiner Frau Ruta inzwischen in Paris wohnte. In deren Wohnung lebte zeitweilig auch Ilse Burmester mit ihrem Mann zusammen, kehrte aber im Herbst 1933 nach Hamburg zurück, weil sie dort eine Stelle als Hilfslehrerin an einer Hamburger Volksschule in Aussicht gestellt bekommen hatte. (Memoirs, S. 174/75) Während dieses ersten Sommer in der Emigration fand Neumann eine Stelle in einer von Willi Münzenberg betriebenen Schule für Emigrantenkinder und betreute dort deutsche Flüchtlingskinder. Über dieses Heim in der Villa La Pouponnière schrieb Arthur Koestler, der bald Neumanns Nachfolger wurde, in seinen autobiografischen Schriften:

„Ich war gerade mit dem Schreiben der Enzyklopädie fertig, als Willy Münzenberg mich in einer dringenden Sache zu sehen verlangte. Eines seiner vielen Unternehmen war ein Heim für Emigrantenkinder. Offiziell nahm es Kinder bedürftiger deutscher Emigranten aller Klassen und politischen Parteien auf; in Wirklichkeit waren die Insassen, mit wenigen Ausnahmen, Kinder kommunistischer Parfeifunktionäre, die entweder von den Nazis umgebracht worden waren oder die man auf Geheimmissionen nach Deutschland geschickt oder für andere geheime Parteiarbeit verwendet hatte, die es ihnen unmöglich machte, sich um ihre Familien zu kümmern. Das Heim war in Geldverlegenheit. Es beherbergte einige dreißig Kinder im Alter von zwei bis sechzehn Jahren in einer Villa in Maisons-Laffitte bei Paris, die den passenden Namen ›La Pouponnière‹ trug und dem Komitee von einem wohltätigen Franzosen zur Verfügung gestellt worden war.“

Es können nur wenige Wochen gewesen sein, in denen Neumann an dieser Schule unterrichtet hat, denn ebenfalls noch während des Sommers begab er sich nach England, um die Möglichkeit für eine Mitarbeit an der Dartington Hall School zu erkunden. Vorerst war dort jedoch keine Stelle für ihn frei, und er kehrte nach Paris zurück. Inzwischen war Ilse Neumann nach Hamburg heimgekehrt und erlitt dort einen Zusammenbruch, weil sich ihre Hoffnung auf eine Stelle zu zerschlagen drohte und sie sich von der gesamten Situation überfordert fühlte. Fritz C. Neumann reiste daraufhin umgehend von Paris nach Hamburg. Seine Frau erholte sich, die erhoffte Stelle als Hilfslehrerin an einer Hamburger Volksschule bekam sie tatsächlich noch, aber es wurde aus finanziellen Gründen ein Umzug in eine kleinere Wohnung notwendig.
Während dieses Aufenthalts in Hamburg erhält Neumann die Nachricht, dass er eine Stelle in Frankreich als Assistenzlehrer an einer Ausbildungseinrichtung für künftige Elementarschullehrer bekommen könne. So reiste er im Oktober 1933 nach Nancy, wo er an der École Normale, einem Internat, bei freier Kost und Logis unterrichten konnte. Für den Reformpädagogen Neumann war das, was er dort vorfand, zumindest irritierend: „Kein Gedanke an pädagogische Fortschritte hatte Nancy und die École Normale erreicht. Und die Idee ‚vom Kinde aus‘ war völlig unbekannt.“ Trotzdem fühlt Neumann sich sehr wohl in Nancy. Er lernte sehr gut Französisch, studierte nebenbei noch Geschichte an der Universität Nancy und dachte gar daran, seine Familie nachkommen und sich als französischen Staatsbürger einbürgern zu lassen. „Ein gütiges Schicksal bewahrte mich davor, sonst hätte ich das tragische Schicksal der deutschen Flüchtlinge teilen müssen, die 1940 vom ‚ehrenwerten‘ Marschall Pétain an die Gestapo übergeben wurden.“

### Fluchthelfer in Hamburg
Weihnachten 1933 verbrachte Neumann zu Hause bei seiner Familie in Hamburg. Der dortige französische Konsul verhalf ihm zu einem fünf Jahre lang gültigen Visum und sagte ihm zu, seine Post künftig mit der Diplomatenpost befördern zu lassen. (Memoirs, S. 182) Stolz war er allerdings nicht über diese ihm zuteilgewordene Unterstützung, sondern über eine, die er selber leisten konnte: „Mein Weihnachtsbesuch in Hamburg im Dezember 1933 bot mir eine wunderbare Gelegenheit, das Leben von zwei deutschen Kommunisten zu retten, die Studenten der Lichtwarkschule waren.“
Am späten Abend des 27. August 1931 versuchten vier Personen in der Chateauneufstraße in Hamburg-Hamm dem auf dem Weg zum Dienst befindlichen Polizeimeister Perske die Dienstwaffe zu entwenden. Hintergrund dieser Tat, die sehr an die nur wenige Wochen vorher verübten Morde auf dem Bülowplatz in Berlin erinnert, waren die „zunehmend auf der Straße ausgetragenen und sich zuspitzenden politischen Kämpfen zwischen Nationalsozialisten einerseits sowie Kommunisten und Sozialdemokraten andererseits“. Angreifer in diesem Fall waren fünf junge Hamburger Kommunisten: Rudi Lindau, Albert Malschowski, Kurt Pflugbeil, Fritz Winzer und Helmut Heine. Sie wollten zur Aufstockung des eigenen Waffenarsenals Perskes Dienstwaffe habhaft werden, und als dieser sich wehrte, gab einer von ihnen, vermutlich Rudolf Lindau, einen Schuss ab, der Perske so schwer verletzte, dass er am 31. August 1931 im Krankenhaus verstarb.
Drei der Tatbeteiligten wurden verurteilt: Rudolf Lindau zum Tode; er wurde am 10. Januar 1934 hingerichtet. „Albert Malachowski und Friedrich Winzer wurden am 30. Dezember 1933 vom Hanseatischen Sondergericht wegen Landfriedensbruchs/gemeinschaftlich begangenen Mordes zu vier Jahren Zuchthaus und fünf Jahren Ehrverlust verurteilt.“ Friederich Winzer überlebte und lebte nach Kriegsende in Westdeutschland (lange Zeit auch in Hamburg). Albert Machowiak starb am 20. Dezember 1936 im Gefängnislazarett an einer Lungenentzündung, die er sich im Zuchthaus Fuhlsbüttel zugezogen hatte.
Blieben noch Heine und Pflugbeil. Nach Fritz C. Neumann hat die von der SPD geführte Polizei die Täter nicht erwischt oder nicht erwischen wollen, so dass deren Verfolgung erst nach der Machtergreifung durch die Nazis einsetzte. Das bestätigt indirekt auch Helmut Heine in seinem bereits zitierten Brief, in dem er schrieb, dass er seit Oktober 1933 von der Polizei und der Staatsanwaltschaft verfolgt worden sei. Wie dann die Verbindung zu Neumann zustande kam, davon erfährt man weder bei ihm noch bei Neumann etwas. Heine berichtete: „Es gelang dem Genossen Kurt Pflugbeil und mir, nach Frankreich zu flüchten.“ Er ging 1935 in die Sowjetunion und 1937 als Freiwilliger in den Spanischen Bürgerkrieg. Danach wurde er in Südfrankreich interniert und 1941 nach Deutschland ausgeliefert. In Hamburg wurde er wegen mehrerer politischer Straftaten verhört und angeklagt, doch: „Das Verfahren wegen der Mordsache Perske wurde eingestellt, da auf meine mehr indirekte Art der Teilnahme am Zusammenstoß unterdessen die sogen. ‚Hindenburg-Amnestie‘ angewandt werden konnte und wurde.“ Im Juni 1942 wurde er entlassen und zur Wehrmacht eingezogen. Im Januar 1945 lief er in Polen zur Roten Armee über und wurde als Leiter einer antifaschistischen Gruppe innerhalb der Kriegsgefangenenlager tätig.
Fritz C. Neumann bestätigt Heines Fluchtdarstellung: „Zwei der beteiligten Personen - einer davon ein sehr lieber Schüler aus meiner Klasse - nahmen meine Hilfe an und wir organisierten ihre Flucht über die Grenze nach Belgien und von dort nach Frankreich.“ Ein weiterer Schüler aus seiner ehemaligen Klasse an der Lichtwarkschule war nach seiner Darstellung Friedrich Winzer, der bei einem Fluchtversuch nach Dänemark erwischt worden sei. „Meine beiden Jungs, der eine, der nach Frankreich geflohen ist, und der andere, der die Jahre des Dritten Reiches im Gefängnis verbrachte, sind jetzt wichtige Beamte in der DDR. Ende gut, alles gut.“

### England
Nach diesem Weihnachtsurlaub in Hamburg kehrte Neumann wieder nach Nancy zurück. Im Mai 1934 kontaktierte er erneut die Dartington Hall School – „das Aktuellste in pädagogischer Modernität und Radikalität“ –, diesmal mit Erfolg. Ihm wurde für den Herbst eine Stelle als Französischlehrer angeboten. Am 1. Juli 1934 reiste er nach England, um seine künftige Mitarbeit an der Schule zu klären, und von da reiste er nach Hamburg, wo er den Sommer mit seiner Familie verbrachte. Als ihn die endgültige Zusage aus Dartington Hall für das Schuljahr 1934/35 erreichte, plante die Familie schon, gemeinsam dort zu leben. Es fehlten nur noch die nötigen Einreisepapiere.
Ohne die nötige Arbeitserlaubnis reiste Neumann im November 1934 über Paris nach England. Er begann zu unterrichten, doch als die Papiere auch weiterhin nicht eintrafen, hielt es die Schulleitung für ratsamer, wenn er sich für einige Zeit von der Schule fernhalten würde. So verbrachte er einige ungemütliche Tage in Torquay. Als er schließlich wieder an die Schule zurückkehrte, erreichte ihn dort die Ablehnung seiner Arbeitserlaubnis. Er versuchte noch durch eine persönliche Vorsprache in London einen positiven Bescheid herbeizuführen, doch ohne Erfolg. Die Gründe blieben im Dunkeln. (Memoirs, S. 188)
Weil er seine Stelle in Nancy zuvor schon aufgegeben hatte, musste Neumann im Dezember 1934 notgedrungen nach Hamburg zurückkehren. Durch Vermittlung von Luci Borchard, deren älteste Tochter er einst an der Lichtwarkschule unterrichtet hatte und die er nur unter großen Anstrengungen durch die Abschlussprüfung lotsen konnte, was ihm vielfältigen Dank der Mutter einbrachte, fand er eine Stelle im Steuerberatungsbüro eines Herrn Frenzel – in einer „Notgemeinschaft bedrohter Existenzen“, wie Neumann das Büro empfand. Anfangs sollte er mit seinem Doktortitel nur Eindruck auf Frenzels Kunden machen, doch allmählich wurde er mit anspruchsvolleren Arbeiten betraut und baute ein Auskunftssystem zur Beurteilung der Kreditwürdigkeit von Unternehmen auf. (Memoirs, S. 191)

### Italien
Nach einiger Zeit im Steuerberatungsbüro Frenzel erreichte Neumann ein Brief aus Italien. Ein ihm unbekannter Herr Löwenberg ließ ihn wissen, dass seine Schwester, Alice Jacobi aus Berlin, plane, in Gardone Riviera ein Internat für jüdische Kinder aus Deutschland zu eröffnen, die Schule am Gardasee (ursprünglich  Töchterheim am Gardasee). Für eine Stelle dort sei er, Fritz C. Neumann, von dem inzwischen in der Schweiz lebenden Paul Geheeb vorgeschlagen worden.
Neumann klärt die Identität des Herrn Löwenberg ebenso wenig wie die von Alice Jacobi und gibt auch keine Anhaltspunkte dazu, welche Beziehungen zu Paul Geheeb bestanden haben könnten (wodurch sich vielleicht der von Feidel-Mertz ins Spiel gebrachte Begriff Landschulheim am Gardasee hätte rechtfertigen lassen). Doch zumindest die Identität des Herrn Löwenberg ließ sich klären: Es handelte sich um Alice Jacobis Bruder, den Theaterregisseur Karl Löwenberg, der zusammen mit seiner Familie Ende 1934 oder Anfang 1935 nach Italien emigriert war.
Als Neumann trotz der niedrigen Entlohnung für die ihm offerierte Stelle zusagte, erhielt er allerdings von Alice Jacobi eine Absage. Sie benötige zunächst einen Juden, der jüdischen Religionsunterricht erteilen könne (Neumann war Protestant). Sie bat ihn aber auch, ihm bei der Suche nach einer geeigneten Person zu helfen, was Neumann zusagte. Danach „gab es einen sehr aufregenden und dramatischen, wenn auch keineswegs angenehmen Vorfall“. Bei der Suche nach einer Person, die statt seiner nach Italien gehen könne, erinnerte er sich an Hilde Marchwitza, damals noch Hilde Schottlaender, die Tochter des Psychologen William Stern. Was er nicht wusste: Hilde Marchwitza, gehörte einer Widerstandsgruppe um Hans Westermann an und hatte ihre Wohnung als Treffpunkt zur Verfügung gestellt. Just an dem Tag, vermutlich dem 5. März 1935, an dem Neumann sie zu Hause besuchen wollte, weil sie an dem Tag nicht im Büro erschienen war, führte die Gestapo dort eine Razzia durch und verhaftete alle Besucher – so auch Fritz C. Neumann. Er kam zunächst zum Verhör auf eine Polizeistation, am nächsten Tag dann in die Gestapo-Zentrale im „Stadthaus“. Seine Ehefrau und seine Mutter, die ihn am Tag nach seiner Verhaftung suchten und sich auf einer Polizeistation nach ihm erkundigten, wurden ebenfalls vorübergehend verhaftet. (Memoirs, S. 194)
Von der Gestapo-Zentrale aus wurde Neumann ins KZ Fuhlsbüttel verlegt, aber immer wieder zu Verhören ins Stadthaus zurückgebracht. Doch er hatte trotz aller Unannehmlichkeiten, die er zu erleiden hatte, Glück. Der ihn vernehmende Beamte glaubte Neumanns Unschuldsbeteuerungen, nachdem er herausgefunden hatte, dass Ilse Neumann selber bei einer Nazi-Behörde angestellt war. Am frühen Nachmittag des 9. März, einem Samstag, kam er nach vier Tagen Haft wieder frei. (Memoirs, S. 197)
Inzwischen hatte sich auch die Hoffnung auf eine Stelle an Alice Jacobis Schule verflüchtigt. „Es gab Vorurteile aus einer anderen Richtung, die jüdischen Eltern, die geplant hatten, ihre Kinder Frau Jacobi anzuvertrauen, waren schockiert von der Ankündigung, dass sie einen nichtjüdischen Lehrer engagieren würde. Sie widerrufen die Anträge für ihre Nachkommen.“ Neumann unterbreitete Jacobi daraufhin einen Alternativvorschlag. Statt als Lehrer würde er als Begleiter einer Gruppe jüdischer Kinder die Sommerferien bei ihr verbringen. Er betrachtete dies auch als eine Art Werbetour für die Schule, die er auf diese Weise bekannter machen wollte. Zur Realisierung dieses Plans arbeitete er mit einem Freund Jacobis aus Berlin und deren Cousine zusammen, und schließlich reiste er mit 12 Kindern, darunter seine Tochter Lisel, nach Gardone Riviera. Lisel war, wie ihr Vater ironisch anmerkte, „die einzige Arierin unter all diesen Semiten“. (Memoirs, S. 199)
Dieser Sommer am Gardasee war nicht nur als Reise ein Erfolg, sondern verhalf Neumann zu vielen Kontakten zu Hamburger jüdischen Familien. Er wurde akzeptiert, und man beschloss, dass er ihre Kinder nun privat unterrichten solle. Einer Gruppe von acht Kindern erteilte er nun in mehreren Fächern Unterricht nach dem gymnasialen Lehrplan, und einen Zusatzverdienst verschaffte er sich noch durch gelegentliche Mitarbeit in Frenzels Steuerbüro.
Über die Eltern eines Jungen, der die Sommerreise an den Gardasee mitgemacht hatte, kam im Frühjahr 1936 ein Kontakt zum Landschulheim Florenz zustande. Trotz einer schlechten Bezahlung akzeptierte er das Angebot zur Mitarbeit dort und begab sich im Juni 1936 nach Florenz. (Memoirs, S. 204) Er hat sich dort offenbar von Anfang an nicht sehr wohl gefühlt, mokiert sich über die antiquierten Lehrmethoden von Werner Peiser und fand auch Robert W. Kempner wenig sympathisch. „Er war im Grunde genommen ein rücksichtsloser Mann und nutzte die Schule als Kulisse für alle Arten von Geschäften.“ Und zur schlechten Bezahlung kam noch die ungenügende Versorgung mit Lebensmitteln hinzu, die die Lehrer zu nächtlichen Raubzügen in die Küche zwang – bis Kempner dem einen Riegel vorschob.
Trotz aller Unannehmlichkeiten lobte Neumann das Niveau der Schule, traf auf viele befähigte Lehrkräfte aus Deutschland und hatte gute Kontakte zu seinen Schülern. Schwierig war, dass diese allerdings oft nur für kurze Zeit an der Schule verweilten, bis ihre Eltern für sich und ihre Kinder einen sicheren Ort zur Emigration gefunden hatten. Im Sommer 1936 bezog die Schule ihr Sommercamp in Forte dei Marmi. Hier erhält er Besuch von seiner Frau Ilse, und auch ihr wird eine Stelle an der Schule angeboten. Sie lehnt das Angebot jedoch ab, vermutlich ahnend, dass ihr Mann dort auch nicht mehr lange bleiben würde, und reiste nach ein paar Wochen wieder zurück nach Hamburg.
Im Spätherbst 1936, wieder zurück in Florenz, rebellierten einige Lehrkräfte wegen der schlechten Bezahlung und der schlechten Verpflegung. Neumann wurde gegen seinen Willen der Anführer dieser Rebellion, weil er als Nicht-Jude über einen größeren Freiraum verfügte, denn im Gegensatz zu seinen jüdischen Kollegen konnte er jederzeit wieder nach Deutschland zurückkehren, sie nicht. Der Aufstand brachte Verbesserungen, doch Neumann hatte genug von dieser Schule und kündigte. Peiser und Kempner waren darüber offenbar so froh, dass sie ihm das Gehalt für ein halbes Jahr auszahlten. (Memoirs, S. 206)
Nach seinem Abschied in Florenz besuchte Neumann in Pisa Paul Oskar Kristeller, den er am Landschulheim kennengelernt hatte. Von hier aus nahm er abermals Kontakt zu Alice Jacobi auf, deren Schule sich inzwischen gut entwickelt hatte, und wurde von ihr eingeladen, bei ihr als Lehrer zu arbeiten. „So kam es, dass ich meine letzten anderthalb Jahre in Europa (von Juni 1936 bis August 1937) in Italien verbrachte, dem schönsten der Länder, die ich je gesehen habe. (Nur Norwegen hat eine ganz andere, aber vergleichbare Schönheit.)“
An Weihnachten 1936 besuchte er noch einmal Hamburg, kehrte aber sehr schnell nach Italien zurück, als er herausfand, dass ihm in Deutschland Gefahr für Leben und Freiheit drohte. Im Sommer besuchte Ilse Neumann ihren Mann am Gardasee. Sie wird von einem Motorrad angefahren und verletzt („Die Italiener sind wirklich schnelle Teufel.“), doch nach ihrer Genesung reicht es noch für eine gemeinsame Reise nach Venedig. (Memoirs, S. 208) Ende September schiffte sich Fritz C. Neumann nach Amerika ein.

### USA
Während sich Fritz C. Neumann in Italien aufhielt, bemühte sich der ihm kaum bekannte und von den Nazis aus dem Schuldienst entlassene Volksschullehrer Eggert Meyer um eine Aufenthaltsgenehmigung für Neumann in den USA. Meyer hatte für sich ein Stipendium zum Studium am „Graduate Tachers College“ in Winnetka (Illinois) erhalten und setzte sich dort erfolgreich dafür ein, dass auch Neumann ein einjähriges Stipendium zum Studium an diesem College erhielt. Ein solches Stipendium hatte zudem den Vorteil, dass es nicht den strengen Bedingungen der US-amerikanischen Einwanderungspolitik unterlag und die Einreise in die USA ohne ein Affidavit ermöglichte. Eine Familienmitnahme oder ein Familiennachzug war auf dieser Basis allerdings nicht erlaubt.
Neumann nahm Meyers Einladung an und reiste Ende September 1937, nach einem letzten Besuch bei der Familie in Hamburg, von Antwerpen aus in die USA. Die Kosten für die Überfahrt zahlte ihm die Reederin Luci Borchard. (Memoirs, S. 189)

„Ich hätte die Vereinigten Staaten nicht freiwillig als mein Exilland gewählt. Die Umstände machten es so - während der Depression in Europa gab es keinen Arbeitsplatz. Mein Wunschland wäre Frankreich gewesen. Aber ein gutartiges Schicksal wusste es besser.“

In Winnetka traf Neumann trotz seiner vielen Vorurteile über die USA auf ein ihm vertrautes Feld. Sein College wurde geleitet von Carleton Washburne, dem Vater des Winnetka-Plans, der selbst einst Gast an der Lichtwarkschule gewesen war. Doch dessen Vorstellung von Reformpädagogik unterschied sich erheblich von dem, was Neumann bislang verstanden und praktiziert hatte.

„Seine Art der ‚fortschrittlichen Erziehung‘ unterschied sich völlig von unserer in Deutschland. Wir engagierten uns für ‚soziales Bewusstsein‘, er für Individualität und ‚freie Marktwirtschaft‘. Sein ‚Winnetka-Plan‘ ermöglichte es dem begabten intelligenten Schüler, schneller voranzukommen als der Rest – und viel von dieser Begabung wurde durch das bürgerliche Umfeld dieser Kinder begünstigt.“

Es mag sein, dass „Neuman […] in Winnetka zur ersten Prüfung seiner pädagogischen Überzeugungen genötigt“ wurde (Füssl, S. 237), er selber lässt aber vorerst offen, wie weit er sich auf das amerikanische Konzept der Reformpädagogik einzulassen bereit war. Er beschrieb die eher praktische Seite des Studiums, die auf einem dualen Prinzip beruhte: Praktische Unterrichtserfahrungen zu sammeln, war integraler Bestandteil, und so unterrichtete auch er parallel zu den College-Kursen Europäische Geschichte und Französisch an Schulen in Winnetka und in Chicago. Auch die eigenen Dozenten kamen aus der Schulpraxis. Darüber hinaus bewegte er sich in einem mehrheitlich linksliberalen Umfeld und beteiligte sich an Spendenparties zur Unterstützung der republikanischen Seite im Spanischen Bürgerkrieg.
Da Neumann nur über ein auf ein Jahr begrenztes Aufenthaltsrecht verfügte, musste er sich zusätzlich auch um seine persönliche und berufliche Zukunft für die Zeit nach dem Auslaufen des Stipendiums bemühen. Zwischen Weihnachten und Sylvester 1937 nahm er an einem Kongress der „Progressive Education Society“ in New York teil. Dort schien sich die Chance für eine Stelle an einer privaten Highschool in New Orleans zu ergeben, aber mit Rücksicht auf seine Frau und deren erhoffte Nachzugsmöglichkeit verwarf er den Gedanken daran. „Ich wäre gerne in die alte französische Stadt im Süden gegangen, aber es war gut, dass sich diese Chance nicht ergab, denn Ilse hätte das heiße und feuchte Klima nie ertragen können.“
Im Mai 1938 bekam Neumann dann eine Stelle in Evansville (Indiana) angeboten. Für die Arbeitsgenehmigung benötigte er allerdings ein neues Einreisevisum, das jedoch nicht im Inland ausgestellt werden durfte. Neumann musste deshalb nach Mexiko ausreisen. Da er aber für die Einreise nach Mexiko kein Visum besaß, war er auf die Hilfe einer deutschen Jüdin angewiesen, die deutschen Flüchtlingen beim Grenzübertritt behilflich war und über „persönliche Beziehungen“ zur mexikanischen Grenzpolizei verfügte. Im US-amerikanischen Konsulat in Ciudad Juárez erhielt er sein Visum für die Einreise in die USA. Für das zusätzlich geforderte Affidavit bürgten amerikanische Freunde und eine im Chicagoer Hull House ansässige Hilfsorganisation für Emigranten. (Memoirs, S. 216–217) Auf der Rückreise besuchte Neumann ein weiteres Mal eine Veranstaltung der „Progressive Education Society“, diesmal ein Sommercamp in Denver.
Von Herbst 1938 bis 1944 war Neumann Assistant Professor für Französisch und Deutsch am Evansville College, der heutigen University of Evansville.

„Wir kamen Mitte September bei brütender, feuchter Hitze in Evansville an. Endlich war die Familie wieder vereint und wir hatten nach sechs Jahren der Not ein angemessenes Einkommen. Unser Leben in den USA begann.“

Fritz C. Neumann fühlte sich in Evansville gut aufgehoben und verfügte über einen großen Freundeskreis „from Evansville‘s ‚first Families‘.“ Dieser Tatsache schreibt er es auch zu, dass er hier bis 1944 seinen Beruf ausüben konnte. Ein neuer, ihm weniger wohlgesonnener College-Präsident und der kriegsbedingte Rückgang der Studentenzahlen führten allerdings 1943 dazu, dass er fortan nur noch mit einer halben Stelle und somit mit dem halben Gehalt unterrichten konnte. Neumann sah sich gezwungen, einen Zusatzjob als Kontrolleur („store checker“) in der örtlichen Filiale von Sears Roebuck anzunehmen. Weil er zu viele Fehler machte, wurde er nach kurzer Zeit gefeuert.
Eine neue Perspektive ergab sich, als ihm im Herbst 1943 angeboten wurde, in Winnetka zu unterrichten, und zwar an einer Schule, an der er schon während seiner Ausbildung am „Graduate Tachers College“ gearbeitet hatte. Er bat am Evansville College um seine Beurlaubung. Als ihm diese verweigert wurde, kündigte er. Ilse blieb noch eine Weile und unterrichtete weiterhin Deutsch.
Im Herbst 1944 erwarb Fritz C. Neumann die US-amerikanische Staatsbürgerschaft – wohl eher aus Kalkül denn aus innerer Überzeugung, wie ein zwei Jahre später ausgetragener Konflikt mit seiner Frau zeigt und den er als Prozess der Americanization (Amerikanisierung) beschrieb.

„Nun - was die Amerikanisierung betrifft - verlief meine und Ilses auf ganz unterschiedlichen Wegen. Für mich war es am Anfang einfach, denn ich behielt immer den Plan im Hinterkopf, nach Hitlers Zusammenbruch nach Deutschland zurückzukehren. Ilse hatte in den ersten Jahren großes Heimweh, aber dann hat sie sich gründlich angepasst. Nachdem sie 1946 den guten Job als Deutschlehrerin an der Undergraduate Division (Navy Pier) der University of Illinois in Chicago erhalten hatte, weigerte sie sich strikt, in ihr Vaterland zurückzukehren, und es lag hauptsächlich an ihrer Entscheidung, dass wir uns entschieden haben, für immer in Amerika zu bleiben. Sie schätzte auch die freiere Stellung der Frauen hier.“

Neumann unterrichtete derweil in Winnetka Amerikanische Geschichte und Französisch, und als im Frühjahr 1944 seine Frau zum Besuch vorbei kam, bot ihnen der Schulleiter an, im Schuljahr 1944/1945 gemeinsam das Jungen-Wohnheim der Schule zu betreuen. Es gab keine Entlohnung, dafür aber freie Unterkunft und Verpflegung.
Die Ernüchterung über dieses scheinbar günstige Angebot folgte bald. „Unser neuer Job stellte sich als echte Hölle heraus. Die Jungen - mit wenigen Ausnahmen - waren die am schlechtesten ausgebildeten und unanständigsten, bösartigsten Kinder, die ich in meinem ganzen Leben je getroffen habe.“ Zum Ende des Schuljahres hin bekamen sie die Sache allmählich in den Griff, doch sie gaben die Leitung des Wohnheimes ab. Neumann blieb noch ein weiteres Jahr als Lehrer an der Schule.
Die Familie suchte derweil eine neue Wohnung in Evanston und fanden sie im Haus eines deutschstämmigen Vermieters aus Trier. Diese Wohnung blieb für lange Jahre das Zuhause der Familie. Hier begann er auch an einem Buch zu schreiben. Unter dem Titel Germany Between West and East sollte es eine politische und kulturelle Geschichte des modernen Deutschlands werden mit dem Schwerpunkt auf der Entwicklung im 19. und 20. Jahrhundert. Er hat es nie vollendet; das Manuskript ging verloren. Neumann war auch ein Bewunderer von Franklin D. Roosevelt und dem New Deal. Insofern war es ein großer Schock für ihn, als Roosevelt am 12. April 1945 starb und Harry S. Truman Präsident wurde. Der nächste Schock waren dann die Atombombenabwürfe auf Hiroshima und Nagasaki.

„Während viele Menschen jubelten, hatte ich ein tiefes Gefühl von Empörung und Scham. Im vergangenen Herbst war ich amerikanischer Staatsbürger geworden, und jetzt schämte ich mich für mein Wahlheimat, wie ich mich früher geschämt hatte, ein Deutscher zu sein. Ich glaube heute noch, dass diese monströse Grausamkeit unnötig war, da die Japaner zu diesem Zeitpunkt wussten, dass sie geschlagen waren und bereits Russland um Friedensverhandlungen gebeten hatten. Am Tag des jüngsten Gerichtes wird sich Harry Truman für seine verhängnisvolle Entscheidung von 1945 verantworten müssen. Ich denke, er sollte als ‚Kriegsverbrecher‘ erster Klasse behandelt werden.“

Nach Kriegsende strömten dank der G. I. Bill wieder massenhaft Studenten zurück in die Colleges, und so fand Neumann im Herbst 1946 eine neue Stelle am Hampton Institute in Virginia, einem der Historischen afroamerikanischen Colleges und Hochschulen. Die Stelle verdankte er der Bekanntschaft mit einem schwarzen Gewerkschaftsführer, der dem Kuratorium dieses Colleges angehörte. Neumann unterrichtete hier Sozialwissenschaften und Geschichte, während Ilse wegen ihrer Stelle in Chicago in Evanston zurückblieb.
Für Neumann war es die erste Begegnung mit den Südstaaten, und er erlebte noch alle Auswirkungen der Rassendiskriminierung – eine Erfahrung, wie sie andere Emigranten in ähnlicher Weise machen mussten, so zum Beispiel Ernst Moritz und Marianne Manasse oder Ernst Abrahamsohn, die alle auch bereits am Landschulheim Florenz unterrichtet hatten. Als Ilse Neumann ihren Mann besuchte und die rassistischen Auswüchse der amerikanischen Gesellschaft hautnah erlebte, eine Erfahrung, die ihr offenbar in Evanston oder Chicago bisher erspart geblieben war, lehnte sie eine ihr angebotene Stelle ab. „Sie sagte, sie habe Deutschland nicht verlassen, wo die Verfolgung der Juden praktiziert werde, um in einem Land zu leben, in dem die gleiche Barbarei gegen die Farbige verübt werde.“ Dabei war Neumann, anders als Manasse, nicht einmal der einzige Weiße am College. Schwarz waren nur die Studenten, das Kollegium war zu zwei Drittel schwarz und zu einem Drittel weiß. Zu letzteren gehörten auch zwei Professorinnen aus Deutschland:
- die Agrarwissenschaftlerin Margarethe Altmann (1900–1984)[53] und
- Karla Longré (auch: Longree). Nach Neumann stammte sie aus dem Rheinland, war eine promovierte Biologin, unterrichtete aber Hauswirtschaftslehre; sie sei später an die Syracuse University in New York gewechselt. (Memoirs, S. 239)[54]

Im Sommer 1947 verließ Fritz C. Neumann das Hampton Institute. Er kehrte hierher 1954 noch einmal zu einem Besuch zurück und fand eine gegenüber der früheren linksliberalen Stimmung total veränderte Situation vor. „Als ich 1954 - den Tagen des McCarthismus - zu einem Besuch nach Hampton zurückkehrte, war ein früherer Kurs über die Lage der Welt und die Weltgemeinschaft in einen Kurs über Amerikanismus umgewandelt worden!“
Neumann kehrte in den Norden zurück und übernahm eine Stelle als Deutsch- und Geschichtslehrer am Wabash College, einer kleinen privaten Kunsthochschule für Männer in Crawfordsville (Indiana). Er blieb hier bis 1951, konnte die Wochenenden bei der Familie verbringen, berichtet über seine Arbeitsstätte aber nur, dass es ein College mit „ziemlich hohen akademischen Standards“ gewesen sei. (Memoirs, S. 240) In diese Zeit, in den Spätsommer des Jahres 1948, fällt auch die erste Europareise des Ehepaars Neumann. Sie reisten mit einem umgebauten amerikanischen Marineschiff nach Le Havre und von dort weiter nach Paris. Hier sahen sie Wolfgang Staudtes Film Die Mörder sind unter uns, eine Art Einstimmung auf das zerbombte Hamburg, wohin sie anschließend weiterreisten. Sie besuchten hier Neumanns Mutter, die im Oktober 80 Jahre alt wurde, sowie alte Freunde und Kollegen, darunter Heinrich Landahl und Olga Essig. Nicht vergönnt war ihnen eine Reise in die Sowjetische Besatzungszone, wo Ilse Neumanns Mutter lebte. Ihr Vater war bereits 1946 verstorben, und auch die Mutter, die 1952 starb, bekam sie nie mehr zu Gesicht. (Memoirs, S. 244–247)
Im Jahre 1950 war Neumann das erste Mal in Kontakt mit dem Roosevelt College gekommen. Damals erschien ihm die Vorstellung, dort zu arbeiten „wie eine Utopie, weil viele bekanntere Wissenschaftler dies auch wollten“. Der Kontakt war über den Historiker Helmut Hirsch erfolgt, der seit 1945 am Roosevelt College unterrichtete. Hirsch hatte Neumann zu einer Sommerschule eingeladen, um einen Kurs über moderne deutsche Geschichte von 1870 bis 1945 zu leiten. „Dies war im Sommer 1950 und führte zu einer langen und fruchtbaren Zusammenarbeit mit Roosevelt, wo ich bis 1964 eine Vollzeitstelle inne hatte.“

## Rückkehr nach Hamburg
1952 unternahm das Ehepaar Neumann abermals eine Europareise. Danach wurde Ilse sehr krank. Sie litt an einer schweren Diabetes, und nach einem Herzinfarkt musste sie Anfang Juni 1953 ins Krankenhaus eingeliefert werden. Hier verstarb sie. Fritz C. Neumann beschloss mit dem Tod seiner Frau seine Aufzeichnungen. „Das war das größte Unglück meines Lebens. Und mit ihrem Tod komme ich zum Ende meiner Geschichte. (Beendet an Bord des schönen Schiffes 'Linzertor' in der Mitte des Atlantiks, 8. Juli 1965)“. Ihre älteste Tochter, Lisel Mueller, begann nach dem Tod ihrer Mutter mit dem Schreiben von Gedichten.
Fritz C. Neumann beendete seine berufliche Karriere am Roosevelt College, das nun Roosevelt University hieß, mit dem Kurs, mit dem er sich einst dort eingeführt hatte, dem Kurs über moderne deutsche Geschichte. „Ich habe diesen Kurs vor 1964 nie wieder unterrichtet, da er nicht zum regulären Programm gehörte. Ich durfte ihn jedoch im Frühjahr 1964 noch einmal unterrichten, und dann wurde er durch einen überraschenden Zufall mein letzter Kurs an dieser Universität.“

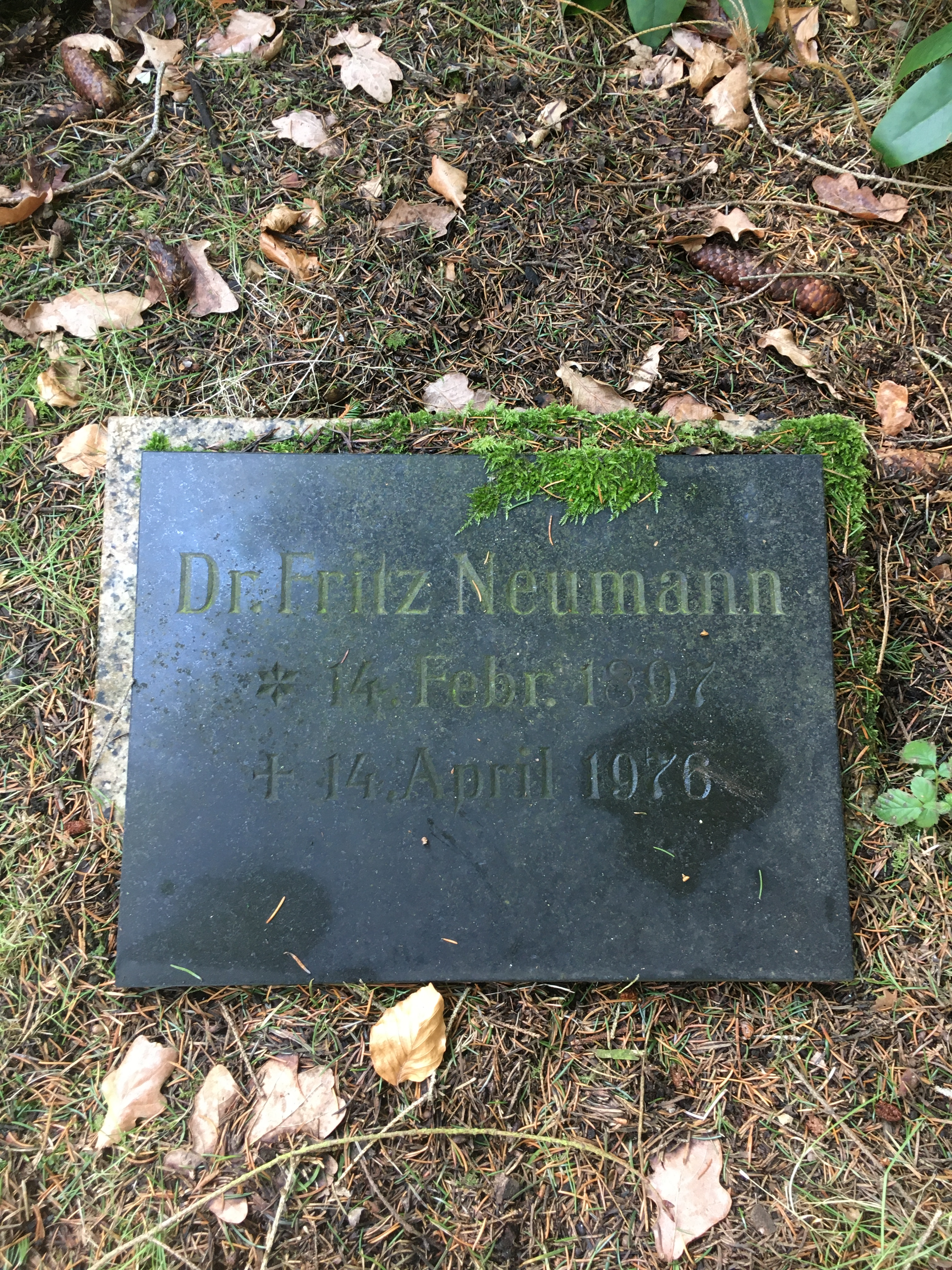
Grabstätte Fritz C. Neumann auf dem Friedhof Ohlsdorf

Nach seiner Emeritierung zog er für ein paar Jahre nach Hamburg, wo er noch ein weiteres Mal heiratete. Die Ehe verlief unglücklich, und Neumann kehrte 1971 wieder in die USA zurück. Seine letzten Lebensjahre verbrachte er bei seiner Tochter Lisel, die ihn nach einem kleinen Schlaganfall, in dessen Folge er mehr und mehr der Pflege bedurfte, bis zu seinem Tode pflegte. Lisel hat diese schwierige Zeit in einem Gedicht festgehalten.
As in a Russian play, an old man

lives in our house, he is my father;

he lets go of life in such slow motion,

year after year, that the grief

is stuck inside me, a poisoned apple

that won't go up or down
Wie in einem russischen Stück, lebt ein alter

Mann in unserem Haus, er ist mein Vater;

er lässt das Leben im Zeitlupentempo los,

Jahr für Jahr, so dass die Trauer

wie ein vergifteter Apfel in mir steckt

der weder nach oben noch nach unten gehen will
Fritz C. Neumann verstarb am 14. April 1976. Er wurde auf dem Friedhof Ohlsdorf begraben.

## Werke
- Die Entstehung von Rosmersholm, Dissertation, Hamburg, 1921.
Nach Catherine Epstein sind keine weiteren Buchpublikationen von Fritz C. Neumann bekannt; ein Manuskript mit dem Titel Germany Between West and East gilt als verschollen.
- Aufsätze in der Hamburger Lehrerzeitung (HLZ), 4. Jahrgang (um 1925)[63]:
  - Um die deutsche Oberschule
  - Kultur, Politik und Erziehung
- Memoirs of a contemporary, unveröffentlichtes Manuskript in englischer Sprache, ediert von Lisel Mueller, Libertiville, 1965, 248 Seiten. Eine Kopie des Manuskripts wurde freundlicherweise zur Verfügung gestellt von der Bibliothek des German Historical Institute in Washington.

## Würdigung
An seinem früheren Wohnort in der Pappenhuder Straße 15 in Hamburg-Hohenfelde wurde 2024 ein Stolperstein für Fritz Neumann verlegt.